# Sentinels
Sentinels – amerykańska drużyna e-sportowa założona pierwotnie pod nazwą Phoenix1, posiadająca skład League of Legends, który miał rywalizować w amerykańskiej lidze. W kolejnych miesiącach Phoenix1 nawiązał współpracę z Kroenke Sports & Entertainment i uruchomił franczyzowy zespół Los Angeles Gladiators rywalizujący w Overwatchu tym samym rozwiązując skład League of Legends. Po tych działaniach organizacja zmieniła swoją nazwę na Sentinels i otworzyła nowe dywizje.

## Sekcje

### Fortnite
W lipcu 2018 roku organizacja utworzyła dywizję Fortnite i zakontraktowała graczy z drużyny TT. W 2019 roku doszło do roszad w drużynie. Zespół opuścili Jaden "rieo" Leis i Mike "mikeqt" DeMarco, natomiast w ich miejsce przyszli Brian "Zyfa" Wielgolaski oraz Kyle "Bugha" Giersdorf, który kilka miesięcy później zdobył tytuł Mistrza Świata.

#### Zawodnicy
- Owen "animal" Wright
- Nick "Aspect" McGuire
- Kyle "Bugha" Giersdorf
- Tyler "HighSky" Tereso
- Brian "Zyfa" Wielgolaski

#### Wyniki
| Data        | Miejsce | Turniej                          | Nagroda    | Gracz |
| ----------- | ------- | -------------------------------- | ---------- | ----- |
| lipiec 2019 | złoto   | Fortnite World Cup Finals – Solo | $3,000,000 | Bugha |

### Apex Legends
Dywizja Apex Legends powstała w 2019 roku, a zawodnikami drużyny byli Amerykanie. Skład zespołu zmieniał się na przestrzeni kilku miesiący, a obecnymi zawodnikami są Kanadyjczycy crust i senoxe oraz Amerykanin lou.

#### Zawodnicy
- Nicholas "crust" Kell
- Trenton "lou" Clements
- Adam "senoxe" Lau

#### Wyniki
| Data             | Miejsce | Turniej                                       | Nagroda |
| ---------------- | ------- | --------------------------------------------- | ------- |
| wrzesień 2019    | 6.      | Apex Legends Preseason Invitational           | $30,000 |
| październik 2020 | srebro  | PGL Showdown – North America                  | $6,000  |
| czerwiec2021     | 6.      | ALGS Championship 2021 – North America        | $26,480 |
| grudzień 2021    | złoto   | ALGS: 2021 Split 1 Pro League – North America | $30,000 |

### Halo
W lutym 2020 roku organizacja postanowiła utworzyć nową sekcję i podpisała kontrakty z byłymi zawodnikami TOX Gaming, w tym m.in. z dwukrotnym mistrzem Świata w Halo Royal2.

#### Zawodnicy
- Bradley "Frosty" Bergstrom
- Tony "LethuL" Campbell Jr.
- Mathew "Royal2" Fiorante
- Paul "SnakeBite" Duarte
- Chris "Royal1" Fiorante (trener)

#### Wyniki
| Data          | Miejsce | Turniej                                                                | Nagroda |
| ------------- | ------- | ---------------------------------------------------------------------- | ------- |
| luty 2020     | brąz    | DreamHack Halo Series 2020: Anaheim                                    | $6,000  |
| listopad 2020 | złoto   | Halo 5 Pro Series Season 1: NA – Championship                          | $4,000  |
| grudzień 2020 | złoto   | Halo 5 Pro Series Season 2: NA – Championship                          | $4,000  |
| marzec 2021   | 3. – 4. | Halo 5 Pro Series Season 3: NA – Championship                          | $1,000  |
| kwiecień 2021 | złoto   | Halo 5 Pro Series Season 4: NA – Championship                          | $4,000  |
| maj 2021      | brąz    | Team Envy 2v2 Invitational                                             | $0      |
| czerwiec 2021 | 5. – 6. | Halo 5 SEND OFF                                                        | $1,500  |
| grudzień 2021 | złoto   | Halo Championship Series 2021: Kickoff Major – North America Qualifier | $1,500  |
| grudzień 2021 | złoto   | Esports Arena: Series E – Invitational                                 | $10,000 |

### Valorant
Sentinels drużynę w Valorancie utworzył w 2020 roku podpisując kontrakty z zawodnikami grającymi wcześniej m.in. w Overwatch czy Counter-Strike:Global Offensive. W 2021 roku szeregi zespołu zasilił TenZ, który początkowo był wypożyczony z Cloud9, a następnie wykupiony. Na przełomie 2020 i 2021 roku Sentinels było uważane za jedną z najlepszych drużyn na świecie, co potwierdzały wyniki osiągane na wielu turniejach.

#### Zawodnicy
- Michael "dapr" Gulino
- Tyson "TenZ" Ngo
- Shahzeb "ShahZaM" Khan
- Hunter "SicK" Mims
- Jared "zombs" Gitlin
- Shane "Rawkus" Flaherty  (trener)

#### Wyniki
| Data          | Miejsce  | Turniej                                                   | Nagroda  |
| ------------- | -------- | --------------------------------------------------------- | -------- |
| lipiec 2020   | brąz     | Pulse Invitational                                        | $1,000   |
| lipiec 2020   | złoto    | PAX Arena Invitational                                    | $1,000   |
| sierpień 2020 | złoto    | 30Bomb: Summer Cup – 2020                                 | $3,000   |
| sierpień 2020 | srebro   | FaZe Clan Invitational                                    | $15,000  |
| sierpień 2020 | złoto    | Pop Flash                                                 | $25,000  |
| grudzień 2020 | złoto    | JBL Quantum Cup                                           | $25,000  |
| styczeń 2021  | srebro   | Nerd Street Gamers – Winter Championship                  | $7,500   |
| luty 2021     | 1. – 4.  | VCT 2021: North America Stage 1 Challengers 1             | $20,000  |
| luty 2021     | srebro   | VCT 2021: North America Stage 1 Challengers 2             | $10,000  |
| marzec 2021   | złoto    | VCT 2021: North America Stage 1 Masters                   | $60,000  |
| kwiecień 2021 | 9. – 16. | VCT 2021: North America Stage 2 Challengers 1 – Qualifier | $0       |
| kwiecień 2021 | 1. – 4.  | VCT 2021: North America Stage 2 Challengers 2 – Qualifier | $0       |
| kwiecień 2021 | złoto    | VCT 2021: North America Stage 2 Challengers 2             | $20,000  |
| maj 2021      | złoto    | VCT 2021: North America Stage 2 Challengers Finals        | $40,000  |
| maj 2021      | złoto    | VCT 2021: Stage 2 Masters – Reykjavík                     | $200,000 |
| lipiec 2021   | złoto    | VCT 2021: North America Stage 3 Challengers 1             | $20,000  |
| lipiec 2021   | złoto    | VCT 2021: North America Stage 3 Challengers Playoffs      | $40,000  |
| wrzesień 2021 | 5. – 8.  | VCT 2021: Stage 3 Masters – Berlin                        | $25,000  |
| grudzień 2021 | 9. – 12. | VALORANT Champions 2021                                   | $20,000  |